# 郭東榮
郭東榮（英語：KUO Tong-Jong，1927年—2022年），臺灣現代畫家，嘉義人。國立師範大學美術系畢業，為五月畫會的創辦人之一，赴日本留學後返台任教於多所大學，油畫作品題材多元，作品典藏於國立台灣美術館及臺北市立美術館。

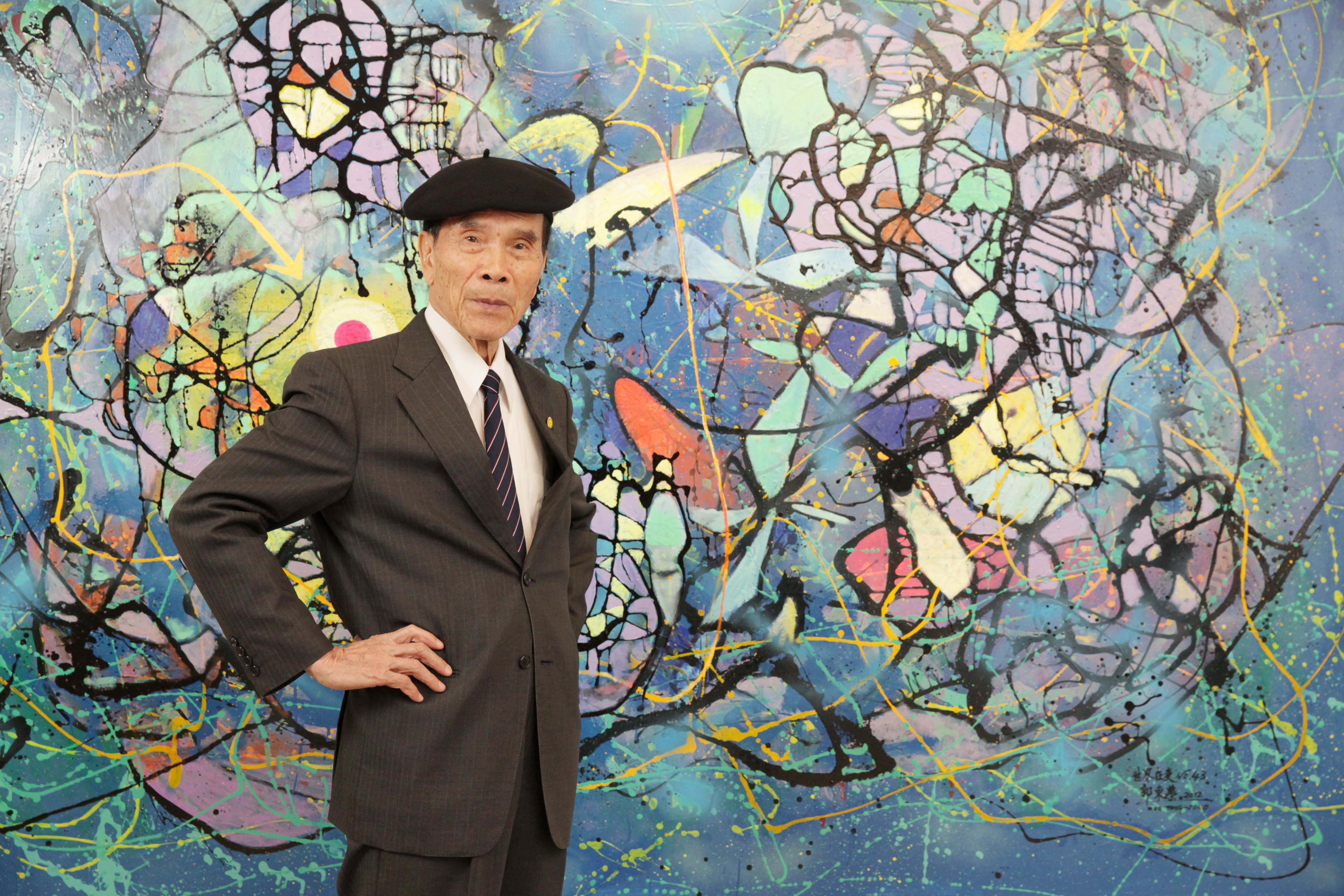
郭東榮先生

## 生平
1927年生於嘉義，小學時就讀白川公學校（今嘉義市立大同國民小學），受到安西勘市美術老師鼓勵寫生，繪畫比賽得到名次，頗受鼓舞，乃有成為畫家之念頭。二戰後於1950年考入省立臺灣師範學院藝術系（今國立臺灣師範大學美術系），修習國畫、素描、西畫等課程，受到黃君璧（1989－1991）、李石樵（1908－1995）、廖繼春（1902－1976）等老師影響。1954年於廖繼春老師雲和畫室擔任助教。1955年畢業，以〈師大化妝舞會〉畫作入選「臺陽獎」。
1957年與師大同學劉國松（1932－）等人創立「五月畫會」，名稱為參考巴黎的五月沙龍而來，與東方畫會成為戰後台灣美術中具有代表性的畫會團體之一。當時他們展出的作品主要非具象之繪畫為表現形式，畫會成員因出國留學等因素逐漸停止活動。
1962年赴日留學，先赴武藏野大學美術大學，後續考入早稻田大學西洋美術史研究所，取得西洋美術史碩士學位，以康定斯基為碩士論文主題。1971年考入東京藝術大學大學院油畫技法材料研究所，1973年畢業，同年以〈向阿波羅11號挑戰〉獲得日府獎勵賞。1985年以作品〈小孩子的慾望〉再次榮獲日府賞。1988年擔任日本日府展西洋畫部審查委員。
1990年返台於國立藝專（今國立臺灣藝術大學）聘為美術科主任，兼任師範大學美術系油畫課，並擔任多項各縣市美展及繪畫獎項之評審委員。1991年再次重啟五月畫會之活動，1996年至2001年應聘為東京中華學校校長。
2022年1月逝世，總統府於同年2月15日明令褒揚其貢獻。

## 創作風格
繪畫主題包含美國太空梭登陸月球、日本原子彈、都市變遷及臺灣社會政治變遷，以畫布傳達關心時事的想法。成功大學蕭瓊瑞教授認為，1960年代他的抽象作品以書法筆觸融合水墨與油彩，形成殊異的虛實效果，題材與風格在多年下不斷變動；說明郭東榮多以人為題材，碎筆、多彩的畫法，呈現夢幻的色彩。2007年開始以新宇宙為主題，具有自由的潑灑技法；2009年因感到世界劇烈變化，開始「世界在變」系列抽象畫作。

## 獎項
- 1955年 〈師大化裝晚會〉獲得臺陽美展臺陽獎。
- 1980年 日本﹝日府獎勵赏﹞作品〈天景天祥〉200號F。
- 1982年 日本﹝日府努力赏﹞作品〈明天的希望〉200號F。
- 1985年 日本﹝日府赏﹞作品〈小孩子的慾望〉200F。[4]

## 著作
- 郭東榮，《郭東榮1990作品集》，台北，印象藝術中心畫廊，1990年。
- 郭東榮，《1994 郭東榮作品集》，台北，歌德藝術中心，1994年。
- 郭東榮，《郭東榮79長流回顧展》，桃園，長流美術館，2005年。
- 郭東榮總編輯，《五月畫會2006五十週年紀念專輯》，桃園，長流美術館‧2006年。
- 郭東榮總編輯，《台灣五月畫會2011五十五週年紀念專輯》，台北，長流美術館，2011年。
- 郭東榮總編輯，《2012五月畫會56週年紀念專輯》，台北，長流美術館，2012年。[4]

## 其他經歷
- 1969年舉辦東京中國書法展任會長。
- 國際藝術家協會展（ISPAA）（京都展）邀請參展。
- 1970年擔任日本日府展（日本畫府）西洋畫部理事。
- 1987年創立日本「創風畫會」，擔任會長。
- 1988年日本日府展（日本畫府）西洋畫部審查委員。
- 1990年應聘為「高雄市美展」油畫部評審委員。
- 1992年應聘為「奇美藝術獎」評審委員。
- 2003年應聘為「吳三連獎」西畫組評審委員。
- 2011年內政部登記任「臺灣五月畫會」理事長。
- 2013年獲頒國立嘉義大學美術研究所終身榮譽教授。[4][10]